# Пушкарёв, Николай Лукич
Николай Лукич Пушкарёв (1841—1906) — русский поэт, журналист, переводчик.

## Биография
Родился 28 мая (9 июня) 1841 года (по другим данным — в 1842 году) в Нижнем Новгороде (или Казани) в семье военного медика.
Первоначальное образование Пушкарёв получил дома. В 1864—1866 годах учился в Харьковском университете. 
Оставив его, переехал в Петербург (1866), где дебютировал как поэт публикацией в «Будильнике» стихотворения «На Невском». С этим журналом сотрудничал до начала 1870-х, выступал как поэт некрасовской школы. В 1860-х годах в журнале «Отечественные записки» напечатал стихи демократического направления — «Где?», «Перед шлагбаумом» и др.
За «крайне тенденциозный характер» стихотворения Пушкарёва запрещались цензурой.
В 1871—1873 годах работал в газете «Новое время»: редактор литературного отдела, заведующий редакцией. В 1876 году переехал в Москву. Издатель журналов «Московское обозрение» (в 1877—1878 годах), «Свет и тени».
В 1880 Пушкарёв купил фотоателье, где снимал многих писателей (в частности А. П. Чехова, его родителей, братьев, сестру); участвовал в фотовыставках. В 1884 году из-за финансовых проблем Пушкарёву пришлось закрыть заведение.
С конца 1880-х работал преимущественно как драматург: написал и перевёл около 20 пьес. В 1906 году сотрудничал с сатирическим журналом «Бомбы».
Переводчик произведений Тараса Шевченко. В частности, цикл своих переводов произведений Шевченко опубликовал в журнале «Московское обозрение», немало переводов вместил в изданиях Ивана Белоусова. В общем перевёл 30 произведений украинского поэта, в частности поэмы «Катерина», «Сотник», «Княжна», «Варнак», «Петрусь», «Неофиты», «Ведьма», вступление к «Гайдамаки», драму «Назар Стодоля».
Пушкарёв проявлял интерес преимущественно к произведениям Шевченко социальной направленности и его стихотворениям времён ссылки и последних лет жизни. По объёму и направлениям работы Пушкарёв занимает одно из первых мест среди русских переводчиков произведений Шевченко во времена Российской империи.